# عبدالله بلینده
عبدالله بلینده (عربی: عبد الله بلیندة؛ ۲۵ سپتامبر ۱۹۵۱ – ۱۷ مارس ۲۰۱۰) بازیکن و مربی سابق اهل مراکش بود.
وی سابقه ۶ بازی ملی برای تیم ملی فوتبال مراکش دارد و سرمربی این تیم در جام جهانی فوتبال ۱۹۹۴ بوده است.